# NHL (2000/2001)
Sezon NHL 2000-2001 – 84. sezon rozgrywek NHL. Do ligi dołączyły zespoły Minnesota Wild i Columbus Blue Jackets. 30 zespołów rozegrało po 82 mecze. Puchar Stanleya zdobyła drużyna Colorado Avalanche, która w 7 spotkaniach pokonała 4-3 New Jersey Devils.

## Tabele po sezonie zasadniczym
W = Wygrane, P = Porażki, R = Remisy, PpD = Porażki po dogrywce, G+ = Gole strzelone, G- = Gole stracone, PKT = Liczba zdobytych punktów

### Konferencja Wschodnia
Northeast Division
| Drużyna             | W  | P  | R  | PpD | G+  | G-  | PKT |
| ------------------- | -- | -- | -- | --- | --- | --- | --- |
| Ottawa Senators     | 48 | 21 | 9  | 4   | 274 | 205 | 109 |
| Buffalo Sabres      | 46 | 30 | 5  | 1   | 218 | 184 | 98  |
| Toronto Maple Leafs | 37 | 29 | 11 | 5   | 232 | 207 | 90  |
| Boston Bruins       | 36 | 30 | 8  | 8   | 227 | 249 | 88  |
| Montreal Canadiens  | 28 | 40 | 8  | 6   | 206 | 232 | 70  |

Atlantic Division
| Drużyna             | W  | P  | R  | PpD | G+  | G-  | PKT |
| ------------------- | -- | -- | -- | --- | --- | --- | --- |
| New Jersey Devils   | 48 | 19 | 12 | 3   | 295 | 195 | 111 |
| Philadelphia Flyers | 43 | 25 | 11 | 3   | 240 | 207 | 100 |
| Pittsburgh Penguins | 42 | 28 | 9  | 3   | 281 | 256 | 96  |
| New York Rangers    | 33 | 43 | 5  | 1   | 250 | 290 | 72  |
| New York Islanders  | 21 | 51 | 7  | 3   | 185 | 268 | 52  |

Southeast Division
| Drużyna             | W  | P  | R  | PpD | G+  | G-  | PKT |
| ------------------- | -- | -- | -- | --- | --- | --- | --- |
| Washington Capitals | 41 | 27 | 10 | 4   | 233 | 211 | 96  |
| Carolina Hurricanes | 38 | 32 | 9  | 3   | 212 | 225 | 88  |
| Florida Panthers    | 22 | 38 | 13 | 9   | 200 | 246 | 66  |
| Atlanta Thrashers   | 23 | 45 | 12 | 2   | 211 | 289 | 60  |
| Tampa Bay Lightning | 24 | 47 | 6  | 5   | 201 | 280 | 59  |

### Konferencja Zachodnia
Central Division
| Drużyna               | W  | P  | R  | PpD | G+  | G-  | PKT |
| --------------------- | -- | -- | -- | --- | --- | --- | --- |
| Detroit Red Wings     | 49 | 20 | 9  | 4   | 253 | 202 | 111 |
| St. Louis Blues       | 43 | 22 | 12 | 5   | 249 | 195 | 103 |
| Nashville Predators   | 34 | 36 | 9  | 3   | 186 | 200 | 80  |
| Chicago Blackhawks    | 29 | 40 | 8  | 5   | 210 | 246 | 71  |
| Columbus Blue Jackets | 28 | 39 | 9  | 6   | 190 | 233 | 71  |

Pacific Division
| Drużyna              | W  | P  | R  | PpD | G+  | G-  | PKT |
| -------------------- | -- | -- | -- | --- | --- | --- | --- |
| Dallas Stars         | 48 | 24 | 8  | 2   | 241 | 187 | 106 |
| San Jose Sharks      | 40 | 27 | 12 | 3   | 217 | 192 | 95  |
| Los Angeles Kings    | 38 | 28 | 13 | 3   | 252 | 228 | 92  |
| Phoenix Coyotes      | 35 | 27 | 17 | 3   | 214 | 212 | 90  |
| Anaheim Mighty Ducks | 25 | 41 | 11 | 5   | 188 | 245 | 66  |

Northwest Division
| Drużyna            | W  | P  | R  | PpD | G+  | G-  | PKT |
| ------------------ | -- | -- | -- | --- | --- | --- | --- |
| Colorado Avalanche | 52 | 16 | 10 | 4   | 270 | 192 | 118 |
| Edmonton Oilers    | 39 | 28 | 12 | 3   | 243 | 222 | 93  |
| Vancouver Canucks  | 36 | 28 | 11 | 7   | 239 | 238 | 90  |
| Calgary Flames     | 27 | 36 | 15 | 4   | 197 | 236 | 73  |
| Minnesota Wild     | 25 | 39 | 13 | 5   | 168 | 210 | 68  |

## Klasyfikacja kanadyjska po sezonie zasadniczym
M = Liczba meczów, które rozegrał poszczególny zawodnik, G = Zdobyte gole, A = Asysty, Pkt = Łączna liczba zdobytych punktów (gole + asysty)
| Imię i nazwisko   | Drużyna            | M  | G  | A  | Pkt |
| ----------------- | ------------------ | -- | -- | -- | --- |
| Jaromír Jágr      | Pittsburgh         | 81 | 52 | 69 | 121 |
| Joe Sakic         | Colorado           | 82 | 54 | 64 | 118 |
| Patrik Eliáš      | New Jersey         | 82 | 40 | 56 | 96  |
| Aleksiej Kowalow  | Pittsburgh         | 79 | 44 | 51 | 95  |
| Jason Allison     | Boston             | 82 | 36 | 59 | 95  |
| Martin Straka     | Pittsburgh         | 82 | 27 | 68 | 95  |
| Pawieł Bure       | Florida            | 82 | 59 | 33 | 92  |
| Doug Weight       | Edmonton           | 82 | 25 | 65 | 90  |
| Žigmund Pálffy    | Los Angeles        | 73 | 38 | 51 | 89  |
| Peter Forsberg    | Colorado           | 73 | 27 | 62 | 89  |
| Aleksiej Jaszyn   | Ottawa             | 82 | 40 | 48 | 88  |
| Luc Robitaille    | Los Angeles        | 82 | 37 | 51 | 88  |
| Bill Guerin       | Boston / Edmonton  | 85 | 40 | 45 | 85  |
| Mike Modano       | Dallas             | 81 | 33 | 51 | 84  |
| Aleksandr Mogilny | New Jersey         | 75 | 43 | 40 | 83  |
| Pierre Turgeon    | St. Louis          | 79 | 30 | 52 | 82  |
| Adam Oates        | Washington         | 81 | 13 | 69 | 82  |
| Peter Bondra      | Washington         | 82 | 45 | 36 | 81  |
| Petr Sýkora       | New Jersey         | 73 | 35 | 46 | 81  |
| Robert Lang       | Pittsburgh         | 82 | 32 | 48 | 80  |
| Milan Hejduk      | Colorado           | 80 | 41 | 38 | 79  |
| Brett Hull        | Dallas             | 79 | 39 | 40 | 79  |
| Keith Tkachuk     | St.Louis / Phoenix | 76 | 35 | 44 | 79  |
| Donald Audette    | Buffalo / Atlanta  | 76 | 34 | 45 | 79  |
| Brian Leetch      | NY Rangers         | 82 | 21 | 58 | 79  |

## Puchar Stanleya – playoffy

### Ćwierćfinały konferencji

#### Konferencja Wschodnia
- New Jersey Devils 4 – 2 Carolina Hurricanes (5:1, 2:0, 4:0, 2:3 (D), 2:3, 5:1)
- Toronto Maple Leafs 4 – 0 Ottawa Senators (1:0 (D), 3:0, 3:2 (D), 1:0)
- Pittsburgh Penguins 4 – 2 Washington Capitals (0:1, 2:1, 3:0, 3:4 (D), 2:1, 4:3 (D))
- Buffalo Sabres 4 – 2 Philadelphia Flyers (2:1, 4:3 (D), 2:3, 4:3 (D), 1:3, 8:0)

#### Konferencja Zachodnia
- Colorado Avalanche 4 – 0 Vancouver Canucks (5:4, 2:1, 4:3 (D), 5:1)
- Los Angeles Kings 4 – 2 Detroit Red Wings (3:5, 0:4, 2:1, 4:3 (D), 3:2, 3:2 (D))
- Dallas Stars 4 – 2 Edmonton Oliers (2:1 (D), 3:4, 3:2 (D), 1:2 (D), 4:3 (D), 3:1)
- St. Louis Blues 4 – 2 San Jose Sharks (3:1, 0:1, 6:3, 2:3, 3:2 (D), 2:1)

### Półfinały konferencji

#### Konferencja Wschodnia
- New Jersey Devils 4 – 3 Toronto Maple Leafs (0:2, 6:5 (D), 3:2 (D), 1:3, 2:3, 4:2, 5:1)
- Pittsburgh Penguins 4 – 3 Buffalo Sabres (3:0, 3:1, 1:4, 2:5, 2:3 (D), 3:2 (D), 3:2 (D))

#### Konferencja Zachodnia
- Colorado Avalanche 4 – 3 Los Angeles Kings (3:4 (D), 2:0, 4:3, 3:0, 0:1, 0:1 (2D), 5:1)
- St. Louis Blues 4 – 0 Dallas Stars (4:2, 2:1, 3:2 (2D), 4:1)

### Finały konferencji

#### Konferencja Wschodnia
- New Jersey Devils 4 – 1 Pittsburgh Penguins (3:1, 2:4, 3:0, 5:0, 4:2)

#### Konferencja Zachodnia
- Colorado Avalanche 4 – 1 St. Louis Blues (4:1, 4:2, 3:4 (2D), 4:3 (D), 2:1 (D))

### Finał Pucharu Stanleya

#### Colorado Avalanche 4 – 3 New Jersey Devils
- 26 maja 2001 – Colorado 5:0 New Jersey
- 29 maja 2001 – Colorado 1:2 New Jersey
- 31 maja 2001 – New Jersey 1:3 Colorado
- 2 czerwca 2001 – New Jersey 3:2 Colorado
- 4 czerwca 2001 – Colorado 1:4 New Jersey
- 7 czerwca 2001 – New Jersey 0:4 Colorado
- 9 czerwca 2001 – Colorado 3:1 New Jersey

## Nagrody NHL
Prezentacja NHL Awards miała miejsce w Toronto.
| Presidents’ Trophy:               | Colorado Avalanche                   |
| Prince of Wales Trophy:           | New Jersey Devils                    |
| Clarence S. Campbell Bowl:        | Colorado Avalanche                   |
| Art Ross Memorial Trophy:         | Jaromír Jágr (Pittsburgh Penguins)   |
| Bill Masterton Memorial Trophy:   | Adam Graves (New York Rangers)       |
| Calder Memorial Trophy:           | Jewgienij Nabokow (San Jose Sharks)  |
| Frank J. Selke Trophy:            | John Madden (New Jersey Devils)      |
| Hart Memorial Trophy:             | Joe Sakic (Colorado Avalanche)       |
| Jack Adams Award:                 | Bill Barber (Philadelphia Flyers)    |
| James Norris Memorial Trophy:     | Nicklas Lidstrom (Detroit Red Wings) |
| King Clancy Memorial Trophy:      | Shjon Podein (Colorado Avalanche)    |
| Lady Byng Memorial Trophy:        | Joe Sakic (Colorado Avalanche)       |
| Lester B. Pearson Award:          | Joe Sakic (Colorado Avalanche)       |
| Maurice ‘Rocket’ Richard Trophy:  | Paweł Bure (Florida Panthers)        |
| NHL Plus/Minus Award:             | Joe Sakic (Colorado Avalanche)       |
| Roger Crozier Saving Grace Award: | Marty Turco (Dallas Stars)           |
| Vezina Trophy:                    | Dominik Hašek (Buffalo Sabres)       |
| William M. Jennings Trophy:       | Dominik Hašek (Buffalo Sabres)       |